# Saison 2015 des Diamondbacks de l'Arizona
La saison 2015 des Diamondbacks de l'Arizona est la 18e saison en Ligue majeure de baseball pour cette franchise.
Tirée par Paul Goldschmidt et A. J. Pollock, deux des meilleurs joueurs de 2015, l'offensive des Diamondbacks génère le second plus haut total de points dans la Ligue nationale. En revanche, l'équipe dirigée pour la première fois par Chip Hale a la 5e pire rotation de lanceurs partants (moyenne de points mérités de 4,37). Malgré 15 victoires de plus que la saison précédente, Arizona se classe en troisième place sur 5 clubs dans la division Ouest de la Ligue nationale avec 79 victoires et 83 défaites et accuse 13 matchs de retard sur le premier rang. C'est la quatrième année de suite que le club est incapable de remporter plus de matchs qu'il n'en perd.

## Contexte
Les Diamondbacks, qui n'ont pas connu de saison gagnante depuis 2011, sont en 2014 la moins bonne équipe du baseball majeur avec 64 victoires et 98 défaites. Ils encaissent 17 échecs de plus qu'en 2013, pour la seconde pire performance de leur histoire après celle de 2004. En septembre 2014, vers la fin de la saison, le directeur-gérant Kevin Towers puis le gérant Kirk Gibson sont congédiés.

## Intersaison

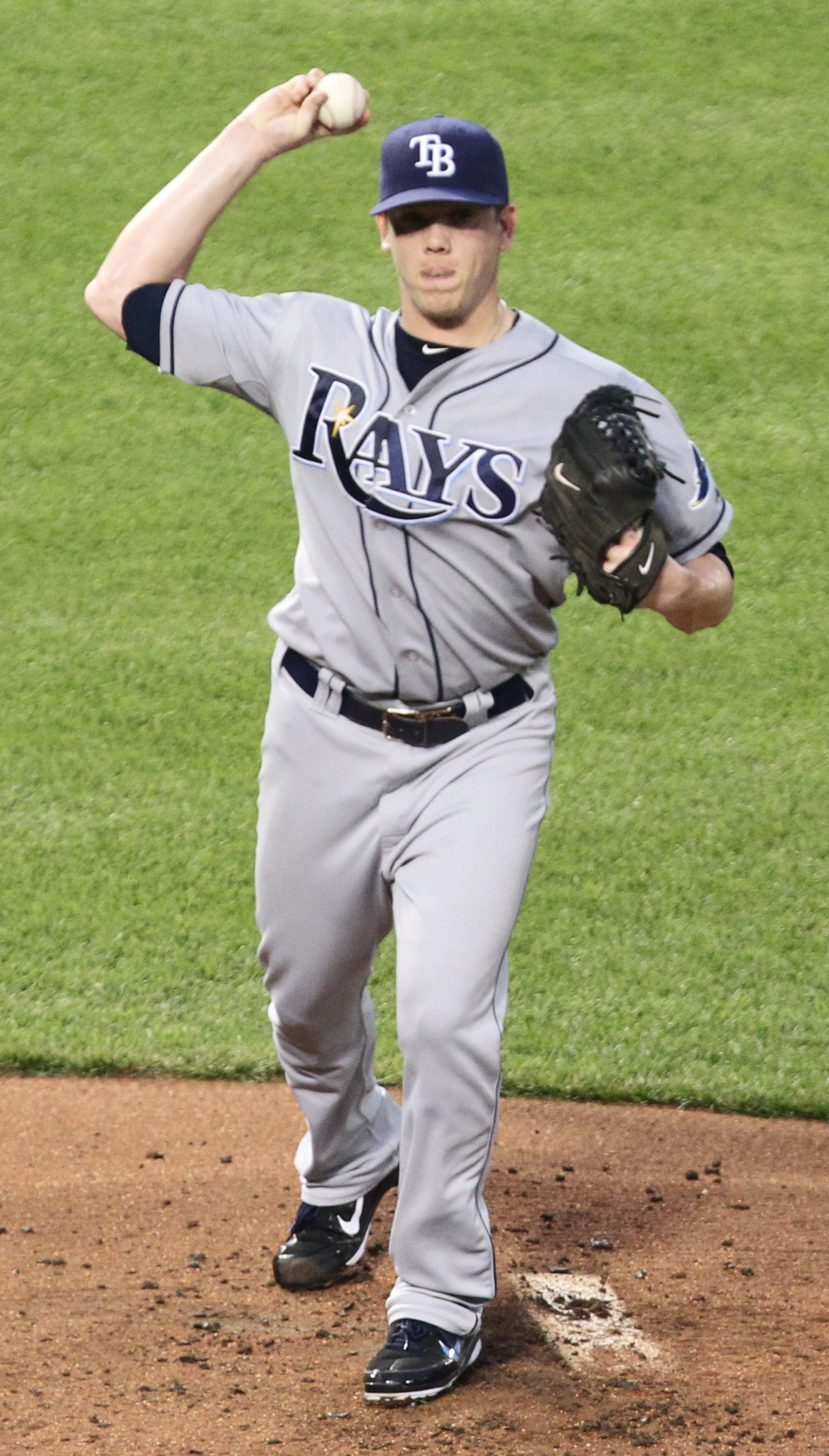
Jeremy Hellickson est acquis de Tampa Bay avant la saison 2015.

Le 25 septembre 2014, les Diamondbacks font de l'ancien joueur Dave Stewart leur nouveau directeur-gérant et le 13 octobre suivant Chip Hale, ancien instructeur de l'équipe, obtient avec les Diamondbacks sa première chance de diriger une équipe du baseball majeur.
Stewart est actif sur le marché des transactions durant l'automne qui suit la saison 2014. Son premier geste avec Arizona est d'acquérir des Rays de Tampa Bay le lanceur droitier Jeremy Hellickson le 14 novembre 2014, en retour de deux joueurs d'avenir, le voltigeur Justin Williams et l'arrêt-court Andrew Velazquez.
Le 5 décembre 2014, les Diamonbacks cèdent le joueur d'arrêt-court Didi Gregorius aux Yankees de New York dans un échange à 3 clubs où Arizona reçoit deux joueurs des Tigers de Détroit : le lanceur gaucher Robbie Ray et le joueur de champ intérieur des ligues mineures Domingo Leyba.
Le 9 décembre 2014, le receveur Miguel Montero, qui a joué les 9 premières saisons de sa carrière en Arizona, est échangé aux Cubs de Chicago contre les lanceurs droitiers des ligues mineures Jeferson Mejia et Zack Godley.
Le 12 décembre 2014, le lanceur partant gaucher Wade Miley est échangé par les Diamondbacks aux Red Sox de Boston contre l'arrêt-court Raymel Flores et les lanceurs droitiers Allen Webster et Rubby De La Rosa. Dans une transaction séparée le même jour, le lanceur droitier Zeke Spruill est transféré aux Red Sox contre le lanceur droitier des ligues mineures Myles Smith.
Le 8 décembre 2014, le voltigeur Yasmany Tomás, convoité par plusieurs clubs des majeures depuis qu'il a fait défection de Cuba en juin précédent, signe un lucratif contrat de 68,5 millions de dollars US pour 6 saisons avec les Diamondbacks. Un autre Cubain, le lanceur droitier Yoan López, signe le 17 janvier 2015 un contrat des ligues mineures avec Arizona.
Le 6 janvier 2015, le joueur de champ intérieur Nick Punto, membre des Athletics d'Oakland en 2014, rejoint les Diamondbacks sur un contrat des ligues mineures. Le contrat du lanceur gaucher Eury De La Rosa est vendu à Oakland durant l'intersaison, et Arizona fait de même avec les contrats des droitiers Mike Bolsinger, envoyé aux Dodgers de Los Angeles, et Charles Brewer, transféré aux Indians de Cleveland.
Le 2 avril 2015, Arizona échange Trevor Cahill et verse 6,5 millions de dollars aux Braves d'Atlanta en retour du voltigeur des ligues mineures Josh Elander.

## Calendrier pré-saison
L'entraînement de printemps 2015 des Diamondbacks se déroule du 3 mars au 4 avril.

## Saison régulière
La saison régulière de 162 matchs des Diamondbacks débute le 6 avril par la visite à Phoenix (Arizona) des Giants de San Francisco et se termine le 4 octobre suivant.

### Classement
| Ligue nationale division Ouest | V  | D  | %    | Diff. | Diff. (séries) |
| ------------------------------ | -- | -- | ---- | ----- | -------------- |
| Dodgers de Los Angeles         | 92 | 70 | ,568 | -     | -              |
| Giants de San Francisco        | 84 | 78 | ,519 | 8     | 13             |
| Diamondbacks de l'Arizona      | 79 | 83 | ,488 | 13    | 18             |
| Padres de San Diego            | 74 | 88 | ,457 | 18    | 23             |
| Rockies du Colorado            | 68 | 94 | ,420 | 24    | 29             |

### Juin
- 3 juin : Les Diamondbacks échangent le voltigeur Mark Trumbo et le lanceur gaucher Vidal Nuño aux Mariners de Seattle contre le releveur gaucher Dominic Leone, le receveur Welington Castillo et deux joueurs des ligues mineures : le voltigeur Gabby Guerrero et l'arrêt-court Jack Reinheimer[24].

## Affiliations en ligues mineures
| Niveau            | Équipe                                | Ligue                         |
| ----------------- | ------------------------------------- | ----------------------------- |
| AAA               | Aces de Reno                          | Ligue de la côte du Pacifique |
| AA                | BayBears de Mobile                    | Southern League               |
| A-Advanced        | Rawhide de Visalia                    | California League             |
| A                 | Kane County Cougars                   | Midwest League                |
| A (saison courte) | Hops de Hillsboro                     | Northwest League              |
| Ligue des recrues | Osprey de Missoula                    | Pioneer League                |
| Ligue des recrues | Diamondbacks de la Ligue de l'Arizona | Ligue de l'Arizona            |
| Ligue des recrues | DSL Diamondbacks                      | Dominican Summer League       |